# Kościół Narodzenia św. Jana Chrzciciela w Ivankovie
Kościół Narodzenia św. Jana Chrzciciela w Ivankovie (chorw. crkva Rođenja Sv. Ivana Krstitelja) – średniowieczny kościół w Ivankovie w Chorwacji, przebudowany w stylu barokowym i częściowo neogotyckim.

## Historia
Pierwsza wzmianka o Ivankovie i życiu religijnym na jego obszarze pochodzi z XIV wieku, spis z lat 1333–1335 (Monumenta Vaticana) odnotowuje kościół bądź parafię w Ivankovie. Wzniesiono go pierwotnie w stylu gotyckim. Świątynia została później rozbudowana w kierunku zachodnim poprzez przedłużenie nawy. W okresie baroku wąskie gotyckie okna zastąpiono szerszymi oknami barokowymi. Pierwsza wzmianka o samej parafii pochodzi z 1725 roku. Ostatnia faza przebudowy przebiegła w stylu neogotyckim. Przy murze kościoła znaleziono pochówek osoby z gruźlicą z XVI wieku.
Kościół leży w obrębie rzymskokatolickiej archidiecezji Ðakovo-Osijek

## Architektura
Kościół jest położony w obrębie centrum wsi (przy ul. Bošnjaci 3), orientowany. Świątynia z cegły, jednonawowa, pierwotnie gotycka (z tego okresu zachował się jedynie mur obwodowy i skarpy), prezbiterium wieloboczne. Świątynia nawiązuje do kościoła w Egervárze rodzajem i układem skarp. Nawa o długości 21,58 m i szerokości 8,75 m, prezbiterium o długości 3,15 m i szerokości 6,17 m. Elewacje całkowicie potynkowane. Współczesne otworzy okienne mają charakter neogotycki. Wnętrze utrzymane całkowicie w stylu barokowym.